# The Mirror's Truth
The Mirror's Truth è un EP della band melodic death metal svedese In Flames.

## Tracce
1. The Mirror's Truth – 3:00
2. Eraser – 3:19
3. Tilt – 3:46
4. Abnegation – 3:43

Le ultime tre tracce sono incluse nella versione uscita in giappone dell'album A Sense of Purpose.

## Formazione
- Anders Fridén - voce
- Björn Gelotte - chitarra
- Jesper Strömblad - chitarra
- Peter Iwers - basso
- Daniel Svensson - batteria